# Lux Mundi
Lux Mundi (łac. Światłość Świata) – jedyne w historii polskiej konspiracji pismo o tematyce religijnej przeznaczone dla kapelanów partyzanckich działających przy oddziałach Narodowych Sił Zbrojnych, wychodziło od października 1943 r. do lipca 1944 r.
Pismo było formatu A5, składało się z 8 stron i drukowano je w Narodowych Zakładach Wydawniczych. Było wydawane przy współpracy z księżmi pallotynami z Ołtarzewa pod Warszawą. Zawierało wskazówki dla kapelanów oddziałów partyzanckich dotyczące ich służby duszpasterskiej. Przedstawiano w nim wzór żołnierza NSZ – „rycerza walczącego za Ojczyznę i wiarę katolicką”. Redaktorem pisma był ks. Michał Poradowski ps. „Benedykt”. Spośród polskiej prasy konspiracyjnej z tego okresu „Lux Mundi” wyróżnia się doskonałą szatą graficzną, bardzo wysokim poziomem merytorycznym i redakcyjnym zamieszczanych tam materiałów. Cel pisma został nakreślony we wstępnym artykule przez ks. M. Poradowskiego: Budzić więc wśród kapłanów świadomość Boskiego posłannictwa, wskazywać na ducha i formy postaci proroczej kapłana, otwierać ze skarbca wiary najpotężniejsze środki do umoralnienia, uduchowienia i przebóstwienia człowieka, nawiązywać stale do najnowszych zdobyczy psychologii, tak ważnych w organicznie pojmowanym wzroście osobowości, zwracać uwagę na zaniedbane dziedziny życia prywatnego i zbiorowego, potrzebującego rychłego odrodzenia religijno-moralnego - oto cel, jaki wytknęła sobie redakcja tego nowego pisma kapłańskiego. Całą zaś pracę poświęcamy naszej Matce i Królowej Niebieskiej z prośbą serdeczną, żeby nas dogłębnie przepoiła Swoim duchem apostolskim oraz wychowała nas na wybitnych przywódców, na prawdziwe lux mundi. 
W piśmie przedstawiano najczęściej kwestie odrodzenia moralnego, samowychowania, łączności Kościoła z narodem, życia codziennego w warunkach demoralizującej okupacji. Redakcja przewidywała konieczność powoływania specjalnych duszpasterzy dla różnych zawodów, z uwzględnieniem ich specyfiki: lekarzy, nauczycieli, polityków, artystów, prawników. Zamieszczano wskazówki dla partyzantów, jak mają sobie radzić z problemami moralnymi i wątpliwościami w obliczu tortur, śmierci przyjaciół i towarzyszy broni. Szczególne wrażenie robi (drukowany we fragmentach) dzienniczek jednego z młodych dowódców oddziału partyzanckiego NSZ, który poległ na polu walki: Wojna nie jest po to, aby ludzie żyli grzeszniej. Wojna nastręcza nieskończoną ilość niebezpieczeństw, cierpień i okazji do świadczenia ofiar (...) Boże, nie dopuść, aby nasz naród, który tyle teraz mąk przenosi, cierpiał na próżno: bez zasługi na niebo, a jedynie z korzyścią dla swego powodzenia na ziemi. Niech wszystko, co czynią Polacy dla ziemskiej ojczyzny, zapewnia im jednocześnie radości niebieskie - wieczne. Niech praca dla Polski będzie zawsze pracą dla nieba. Amen.